# Pityrogramma chrysophylla x ferruginea
Pityrogramma chrysophylla x ferruginea là một loài dương xỉ trong họ Pteridaceae. Loài này được Domin mô tả khoa học đầu tiên năm 1929.
Danh pháp khoa học của loài này chưa được làm sáng tỏ. 